# 이유태 (화가)
이유태(李惟台, 1916년 4월 6일 ~ 1999년 4월 10일)는 일제강점기, 대한민국의 동양화가이다. 서울 출신으로, 호는 현초(玄草)이다.

## 생애
1935년 김은호(金殷鎬)에게 사사(師事)하고, 1942년 일본 도쿄 데이고쿠미술학교(東京帝國美術學校)를 졸업하여, 1943년부터 선전(鮮展)에 출품하기 시작하였다.
1955년 국전 추천작가가 되었다. 1947년 이후로 이화여자대학교 미술대학에 재직하여 동 미술학과장을 역임하였고, 서울대학교 미술대학 강사를 역임했다. 미국 및 유럽, 동남아시아의 미술계와 박물관을 시찰하였고, 백양회(白陽會)의 국외전, 프랑스 예술인협회 초청 한국미술전에 출품하였으며, 4회의 개인전을 통하여 전통적인 산수화가의 면목을 보이기도 했다.

## 작품 및 평가
그의 산수(山水)는 시시로 변하는 자연대상을 사실(寫實)하여 화폭에 옮기는 실경산수의 작품세계로서 수묵의 유현(幽玄)한 운무(雲霧)공간과 원경으로 떠오르는 암산기봉(岩山奇峰), 근경의 산사(山寺), 억제된 색채의 수림(樹林) 등으로 구성되는 것이 보통이다. 작품으로 〈가야심동(伽倻深冬)〉, 〈속리설효(俗離雪曉)〉, 〈설봉추효(雪峰秋曉)〉 등이 있다.